# Cecchi Gori Group
La Cecchi Gori Group è stata una compagnia di produzione e distribuzione cinematografica italiana, appartenuta prima a Mario Cecchi Gori e successivamente al figlio Vittorio.

## Storia
Nata nel 1984 come Cecchi Gori Silver Film, dal 1988 divenne Cecchi Gori Group Tiger Cinematografica. Nei primi anni la Cecchi Gori collaborava con la CDI di Giovanni Di Clemente e soprattutto con la Columbia Pictures, il cui ramo Columbia Italia distribuiva tutte le pellicole prodotte o acquistate da Cecchi Gori.
Ha distribuito più di 90 pellicole sia nazionali sia estere; una delle prime pellicole distribuite, nel 1984, fu Vacanze in America di Carlo Vanzina. Da allora, ha distribuito in media quattro pellicole l'anno, fino agli anni della crisi finanziaria della società. Tra le pellicole distribuite e prodotte più note: Pulp Fiction di Quentin Tarantino, Il postino di Michael Radford, Seven di David Fincher, Scream di Wes Craven e La vita è bella di Roberto Benigni.
Nel 1989 Cecchi Gori creò la Penta Film, insieme con Silvio Berlusconi Tra gli anni novanta e 2000 la società investì anche in altri ambiti industriali. In ambito sportivo, dal 1990 al 2002 la società ha controllato la Fiorentina; in ambito televisivo, ha controllato l'emittente TV fiorentina Canale 10 dal 1992 al 2006, e i canali TV nazionali TMC e TMC 2 dal 1995 al 2001.
Il 23 ottobre 2006 è stato dichiarato il fallimento della società. Nel 2007 Mediaset ha acquistato il catalogo, mentre la divisione home video si è staccata dal gruppo e nel 2015 è diventata CG Entertainment, mantenendo la distribuzione di alcuni dei lungometraggi dello storico catalogo Cecchi Gori, oltre a titoli nazionali, internazionali e acquisendo library classiche, tra cui Vision Distribution, Cristaldi, Surf Film, Lucky Red, Mikado Film, Fandango, Far East Film Festival, Officine UBU e Tucker Film.

## Filmografia

### Film prodotti
- Mia moglie è una strega, regia di Castellano e Pipolo (1980)
- Il bisbetico domato, regia di Castellano e Pipolo (1980)
- Mi faccio la barca, regia di Sergio Corbucci (1980)
- Non ti conosco più amore, regia di Sergio Corbucci (1980)
- Asso, regia di Castellano e Pipolo (1981)
- Innamorato pazzo, regia di Castellano e Pipolo (1981)
- Delitto al ristorante cinese, regia di Bruno Corbucci (1981)
- Borotalco, regia di Carlo Verdone (1982)
- Grand Hotel Excelsior, regia di Castellano e Pipolo (1982)
- Delitto sull'autostrada, regia di Bruno Corbucci (1982)
- Attila flagello di Dio, regia di Castellano e Pipolo (1982)
- Bingo Bongo, regia di Pasquale Festa Campanile (1982)
- La casa stregata, regia di Bruno Corbucci (1982)
- Sing Sing, regia di Sergio Corbucci (1983)
- Acqua e sapone, regia di Carlo Verdone (1983)
- Delitto in Formula Uno, regia di Bruno Corbucci (1984)
- Sotto... sotto... strapazzato da anomala passione, regia di Lina Wertmüller (1984)
- Amarsi un po'..., regia di Carlo Vanzina (1984)
- Vacanze in America, regia di Carlo Vanzina (1984)
- I due carabinieri, regia di Carlo Verdone (1984)
- Pizza Connection, regia di Damiano Damiani (1985)
- Lui è peggio di me, regia di Enrico Oldoini (1985)
- Il pentito, regia di Pasquale Squitieri (1985)
- Sono un fenomeno paranormale, regia di Sergio Corbucci (1985)
- Joan Lui - Ma un giorno nel paese arrivo io di lunedì, regia di Adriano Celentano (1985)
- Il tenente dei carabinieri, regia di Maurizio Ponzi (1986)
- Scuola di ladri, regia di Neri Parenti (1986)
- Grandi magazzini, regia di Castellano e Pipolo (1986)
- Il burbero, regia di Castellano e Pipolo (1986)
- 7 chili in 7 giorni, regia di Luca Verdone (1986)
- Ternosecco, regia di Giancarlo Giannini (1987)
- Via Montenapoleone, regia di Carlo Vanzina (1987)
- Missione eroica - I pompieri 2, regia di Giorgio Capitani (1987)
- Scuola di ladri - Parte seconda, regia di Neri Parenti (1987)
- I miei primi 40 anni, regia di Carlo Vanzina (1987)
- Io e mia sorella, regia di Carlo Verdone (1987)
- Noi uomini duri, regia di Maurizio Ponzi (1987)
- Il volpone, regia di Maurizio Ponzi (1988)
- Russicum - I giorni del diavolo, regia di Pasquale Squitieri (1988)
- Il piccolo diavolo, regia di Roberto Benigni (1988)
- La leggenda del santo bevitore, regia di Ermanno Olmi (1988)
- Big Man: Polizza droga, regia di Steno – film TV (1988)
- Big Man: La fanciulla che ride, regia di Steno – film TV (1988)
- Big Man: Boomerang, regia di Steno – film TV (1988)
- Compagni di scuola, regia di Carlo Verdone (1988)
- Fantozzi va in pensione, regia di Neri Parenti (1988)
- Caruso Pascoski di padre polacco, regia di Francesco Nuti (1988)
- Big Man: Polizza inferno, regia di Maurizio Ponzi – film TV (1988)
- Mia moglie è una bestia, regia di Castellano e Pipolo (1988)
- La chiesa, regia di Michele Soavi (1989)
- Saremo felici, regia di Gianfrancesco Lazotti (1989)
- Splendor, regia di Ettore Scola (1989)
- Che ora è, regia di Ettore Scola (1989)
- Il bambino e il poliziotto, regia di Carlo Verdone (1989)
- Ho vinto la lotteria di capodanno, regia di Neri Parenti (1989)
- Willy Signori e vengo da lontano, regia di Francesco Nuti (1989)
- Weekend con il morto, regia di Ted Kotcheff (1989)
- La voce della Luna, regia di Federico Fellini (1990)
- Il sole buio, regia di Damiano Damiani (1990)
- Il segreto, regia di Francesco Maselli (1990)
- Nikita, regia di Luc Besson (1990)
- Tre colonne in cronaca, regia di Carlo Vanzina (1990)
- Volevo i pantaloni, regia di Maurizio Ponzi (1990)
- Evelina e i suoi figli, regia di Livia Giampalmo (1990)
- Le comiche, regia di Neri Parenti (1990)
- Il viaggio di Capitan Fracassa, regia di Ettore Scola (1990)
- Stasera a casa di Alice, regia di Carlo Verdone (1990)
- Fantozzi alla riscossa, regia di Neri Parenti (1990)
- Miliardi, regia di Carlo Vanzina (1991)
- Volere volare, regia di Guido Manuli e Maurizio Nichetti (1991)
- La setta, regia di Michele Soavi (1991)
- La bocca, regia di Luca Verdone (1991)
- Il muro di gomma, regia di Marco Risi (1991)
- Pensavo fosse amore... invece era un calesse, regia di Massimo Troisi (1991)
- Zitti e mosca, regia di Alessandro Benvenuti (1991)
- Piedipiatti, regia di Carlo Vanzina (1991)
- Johnny Stecchino, regia di Roberto Benigni (1991)
- Le comiche 2, regia di Neri Parenti (1991)
- Maledetto il giorno che t'ho incontrato, regia di Carlo Verdone (1992)
- Io speriamo che me la cavo, regia di Lina Wertmuller (1992)
- Puerto Escondido, regia di Gabriele Salvatores (1992)
- Infelici e contenti, regia di Neri Parenti (1992)
- Al lupo, al lupo, regia di Carlo Verdone (1992)
- Ricky & Barabba, regia di Christian De Sica (1992)
- Arriva la bufera, regia di Daniele Luchetti (1993)
- La voce del silenzio, regia di Michael Lessac (1993)
- Ci hai rotto papà, regia di Castellano e Pipolo (1993)
- Condannato a nozze, regia di Giuseppe Piccioni (1993)
- Il segreto del bosco vecchio, regia di Ermanno Olmi (1993)
- Storia di una capinera, regia di Franco Zeffirelli (1993)
- L'angelo con la pistola, regia di Damiano Damiani (1993)
- Fantozzi in paradiso, regia di Neri Parenti (1993)
- Nel continente nero, regia di Marco Risi (1993)
- Le donne non vogliono più, regia di Pino Quartullo (1993)
- Caino e Caino, regia di Alessandro Benvenuti (1993)
- Perdiamoci di vista, regia di Carlo Verdone (1994)
- Una pura formalità, regia di Giuseppe Tornatore (1994)
- Il postino, regia di Michael Radford (1994)
- Lamerica, regia di Gianni Amelio (1994)
- Il toro, regia di Carlo Mazzacurati (1994)
- Le nuove comiche, regia di Neri Parenti (1994)
- Prestazione straordinaria, regia di Sergio Rubini (1994)
- OcchioPinocchio, regia di Francesco Nuti (1994)
- Cari fottutissimi amici, regia di Mario Monicelli (1994)
- Camerieri, regia di Leone Pompucci (1995)
- Poliziotti, regia di Giulio Base (1995)
- La scuola, regia di Daniele Luchetti (1995)
- Viva San Isidro!, regia di Alessandro Cappelletti (1995)
- Pasolini, un delitto italiano, regia di Marco Tullio Giordana (1995)
- Al di là delle nuvole, regia di Michelangelo Antonioni e Wim Wenders (1995)
- L'uomo delle stelle, regia di Giuseppe Tornatore (1995)
- Viaggi di nozze, regia di Carlo Verdone (1995)
- I laureati, regia di Leonardo Pieraccioni (1995)
- Storie d'amore con i crampi, regia di Pino Quartullo (1995)
- Vite strozzate, regia di Ricky Tognazzi (1996)
- Uomini senza donne, regia di Angelo Longoni (1996)
- Ferie d'agosto, regia di Paolo Virzì (1996)
- Vesna va veloce, regia di Carlo Mazzacurati (1996)
- 3, regia di Christian De Sica (1996)
- Ritorno a casa Gori, regia di Alessandro Benvenuti (1996)
- Il barbiere di Rio, regia di Giovanni Veronesi (1996)
- Sono pazzo di Iris Blond, regia di Carlo Verdone (1996)
- Il ciclone, regia di Leonardo Pieraccioni (1996)
- Fantozzi - Il ritorno, regia di Neri Parenti (1996)
- La vita è bella, regia di Roberto Benigni (1997)
- Nirvana, regia di Gabriele Salvatores (1997)
- Marianna Ucrìa, regia di Roberto Faenza (1997)
- Finalmente soli, regia di Umberto Marino (1997)
- Camere da letto, regia di Simona Izzo (1997)
- Il viaggio della sposa, regia di Sergio Rubini (1997)
- Ovosodo, regia di Paolo Virzì (1997)
- Fuochi d'artificio, regia di Leonardo Pieraccioni (1997)
- Facciamo fiesta, regia di Angelo Longoni (1997)
- Il cavaliere di Lagardère, regia di Philippe de Broca (1997)
- Auguri professore, regia di Riccardo Milani (1997)
- Naja, regia di Angelo Longoni (1997)
- Banzai, regia di Carlo Vanzina (1997)
- Viola bacia tutti, regia di Giovanni Veronesi (1998)
- Abbiamo solo fatto l'amore, regia di Fulvio Ottaviano (1998)
- I miei più cari amici, regia di Alessandro Benvenuti (1998)
- I piccoli maestri, regia di Daniele Luchetti (1998)
- Così ridevano, regia di Gianni Amelio (1998)
- Gallo cedrone, regia di Carlo Verdone (1998)
- La seconda moglie, regia di Ugo Chiti (1998)
- Donne in bianco, regia di Tonino Pulci (1998)
- Un bugiardo in paradiso, regia di Enrico Oldoini (1998)
- L'amico del cuore, regia di Vincenzo Salemme (1998)
- Il mio West, regia di Giovanni Veronesi (1998)
- Baci e abbracci, regia di Paolo Virzì (1999)
- Bagnomaria, regia di Giorgio Panariello (1999)
- Lucignolo, regia di Massimo Ceccherini (1999)
- La fame e la sete, regia di Antonio Albanese (1999)
- Voglio stare sotto al letto, regia di Bruno Colella (1999)
- Pole pole, documentario, regia di Massimo Martelli (1999)
- Amore a prima vista, regia di Vincenzo Salemme (1999)
- Il pesce innamorato, regia di Leonardo Pieraccioni (1999)
- Fantozzi 2000 - La clonazione, regia di Domenico Saverni (1999)
- Canone inverso - Making Love, regia di Ricky Tognazzi (2000)
- C'era un cinese in coma, regia di Carlo Verdone (2000)
- Tutto l'amore che c'è, regia di Sergio Rubini (2000)
- Alex l'ariete, regia di Damiano Damiani (2000)
- Denti, regia di Gabriele Salvatores (2000)
- Zora la vampira, regia dei Manetti Bros. (2000)
- Faccia di Picasso, regia di Massimo Ceccherini (2000)
- Al momento giusto, regia di Giorgio Panariello e Gaia Gorrini (2000)
- Almost Blue, regia di Alex Infascelli (2000)
- A ruota libera, regia di Vincenzo Salemme (2000)
- Commedia sexy, regia di Claudio Bigagli (2001)
- E adesso sesso, regia di Carlo Vanzina (2001)
- Figli/Hijos, regia di Marco Bechis (2001)
- Streghe verso nord, regia di Giovanni Veronesi (2001)
- Volesse il cielo!, regia di Vincenzo Salemme (2002)
- My name is Tanino, regia di Paolo Virzì (2002)
- L'anima gemella, regia di Sergio Rubini (2002)
- La vita come viene, regia di Stefano Incerti (2003)
- Opopomoz, regia di Enzo D'Alò (2003)
- L'amore è eterno finché dura, regia di Carlo Verdone (2004)
- In questo mondo di ladri, regia di Carlo Vanzina (2004)
- Il ritorno del Monnezza, regia di Carlo Vanzina (2005)
- Verso la luna con Fellini, documentario, regia di Eugenio Cappuccio (2006)
- Scusa ma ti chiamo amore, regia di Federico Moccia (2008)
- La brutta copia, regia di Massimo Ceccherini (2013)